# Ricania keiseri
Ricania keiseri är en insektsart som beskrevs av Synave 1966. Ricania keiseri ingår i släktet Ricania och familjen Ricaniidae. Inga underarter finns listade i Catalogue of Life.